# Рапало
Рапало (итал. Rapallo) град је у северозападној Италији. То је други по величини град округа Ђенова у оквиру италијанске покрајине Лигурија.
У Рапалу је потписан истоимени Рапалски споразум, којим су одређене границе између тадашње Краљевине Италије и Краљевине Срба, Хрвата и Словенаца.

## Природне одлике
Град Рапало је смештен у источном подручју Ђеновског залива, дела Тиренског мора. Седиште покрајине, град Ђенова, налази се 30 km западно од Рапала. Град се сместио у невеликој приморској долини, изнад које се стрмо издижу крајње северни Апенини.

## Становништво
Према резултатима пописа становништва 2011. у општини је живело 29.226 становника.
| 1931.  | 1936.  | 1951.  | 1961.  | 1971.  | 1981.  | 1991.  | 2001.  | 2011.  |
| ------ | ------ | ------ | ------ | ------ | ------ | ------ | ------ | ------ |
| 13.420 | 13.947 | 15.639 | 20.606 | 26.713 | 29.547 | 27.370 | 29.159 | 29.226 |

Рапало данас има око 31.000 становника, махом Италијана. Током протеклих деценија у град се доселило много досељеника из иностранства.

## Галерија
- Стари део града - Вија Мацини
- Катедрала у Рапалу
- Рапалски замак
- Градско приобаље